# 前田久明
前田久明（まえだ ひさあき）は、東京大学名誉教授。元日本大学理工学部海洋建築工学科教授、工学博士。東京大学生産技術研究所教授を経て現職。専門は造船工学、浮遊海洋構造物、海洋工学。日本造船学会功労員、米国機械学会フェロー、米国電気学会フェロー。特定非営利活動法人日本海洋工学会顧問。2016年Techno-Ocean Award受賞。2021年、瑞宝中綬章受章。
著書に『海と海洋建築』多賀出版 2004年